# Новомалоросійська
Новомалоросійська — станиця у Виселківському районі Краснодарського краю, Росія. Центр Новомалоросійського сільського поселення.
Населення — 5 792 мешканців (2002).
Станиця розташована на берегах річки Бейсуг, за 24 км східніше районного центру — станиці Виселкі.
Птахофабрика.

## Історія
Наприкінці XVIII сторіччя переселенці з Бирючанського повіту Воронезької губернії оселилися на правому березі Бейсуга. Населений пункт називався Бирюча. Станиця Новомалоросійська офіційно утворена 18 січня 1801 року, але неофіційно місцеві мешканці досі називають станицю Бирючею.
Станиця пережила згортання українізації, Голодомор та сталінські репресії.  Про те, як це відбувалося в Новомалоросійській, Волиняк Петро, який тоді працював місцевим учителем, видав цілу книгу "Кубань – земля українська, козача..." 